# ديفيد ستوكس
ديفيد ستوكس (بالإنجليزية: David Stokes)‏ هو لاعب كرة قدم أمريكي في مركز الدفاع، ولد في 28 مايو 1982 في دومسفريس في الولايات المتحدة. لعب مع دي.سي. يونايتد وفيرجينيا بيتش مارينرز ونادي شمال كارولاينا.